# چهارحصار
چهارحصار (به ازبکی: Charkesar) یک منطقهٔ مسکونی در ازبکستان است که در ناحیه پپ واقع شده‌است. چهارحصار ۱٬۳۸۲ نفر جمعیت دارد.